# Élections municipales partielles françaises de 2013
Des élections municipales partielles ont lieu en 2013 en France.

## Élections

### Argentré-du-Plessis(Ille-et-Vilaine)
- Maire sortant : Émile Blandeau (UMP)
- Maire élu : Pierre Fadier (DVD)

- Contexte : Décès du maire.

|                                                       | Pierre Fadier  | DVD            | 1 101 | 100,00 | 27 |  |  |  |
| Ensemble, développons durablement Argentré-du-Plessis |                |                | 1 101 | 100,00 | 27 |  |  |  |
|                                                       |                |                |       |        |    |  |  |  |
| Inscrits                                              | Inscrits       | Inscrits       | 3 322 | 100,00 |    |  |  |  |
| Abstentions                                           | Abstentions    | Abstentions    | 2 052 | 61,77  |    |  |  |  |
| Votants                                               | Votants        | Votants        | 1 270 | 38,23  |    |  |  |  |
| Blancs ou nuls                                        | Blancs ou nuls | Blancs ou nuls | 169   | 13,31  |    |  |  |  |
| Exprimés                                              | Exprimés       | Exprimés       | 1 101 | 86,69  |    |  |  |  |

### Cappelle-la-Grande(Nord)
- Maire sortant : Roger Gouvart (PCF)
- Maire élu : Léon Devloies (DVG)

- Contexte : Décès du maire et intérim assurée par la première adjointe Anne-Marie Deneckère.

| Tête de liste                                 | Tête de liste  | Liste               | Premier tour | Premier tour | Second tour | Second tour | Sièges | Sièges |
| Tête de liste                                 | Tête de liste  | Liste               | Voix         | %            | Voix        | %           | CM     |        |
| --------------------------------------------- | -------------- | ------------------- | ------------ | ------------ | ----------- | ----------- | ------ | ------ |
|                                               | Léon Devloies  | DVG - PS - PCF (UG) | 1 485        | 37,82        | 1 830       | 45,23       | 22     |        |
| L'Avenir nous rassemble                       |                |                     | 1 485        | 37,82        | 1 830       | 45,23       | 22     |        |
|                                               | Franck Gonsse  | DVG                 | 1 399        | 35,63        | 1 436       | 35,49       | 5      |        |
| Union pour la défense des intérêts cappellois |                |                     | 1 399        | 35,63        | 1 436       | 35,49       | 5      |        |
|                                               | Jean-Marc Kson | DVG                 | 1 042        | 26,54        | 780         | 19,28       | 2      |        |
| Mieux vivre dans ma ville                     |                |                     | 1 042        | 26,54        | 780         | 19,28       | 2      |        |
|                                               |                |                     |              |              |             |             |        |        |
| Inscrits                                      | Inscrits       | Inscrits            | 6 244        | 100,00       | 6 259       | 100,00      |        |        |
| Abstentions                                   | Abstentions    | Abstentions         | 2 211        | 35,41        | 2 142       | 34,22       |        |        |
| Votants                                       | Votants        | Votants             | 4 033        | 64,59        | 4 117       | 65,78       |        |        |
| Blancs ou nuls                                | Blancs ou nuls | Blancs ou nuls      | 107          | 2,65         | 71          | 1,72        |        |        |
| Exprimés                                      | Exprimés       | Exprimés            | 3 926        | 97,35        | 4 046       | 98,27       |        |        |

### Morigny-Champigny(Essonne)
- Maire sortante : Catherine Carrère (DVG)
- Maire élu : Bernard Dionnet (DVD)

- Contexte : Démission de plus d'un tiers (19) des membres du conseil municipal.

| Tête de liste                | Tête de liste       | Liste          | Premier tour | Premier tour | Second tour | Second tour | Sièges | Sièges |
| Tête de liste                | Tête de liste       | Liste          | Voix         | %            | Voix        | %           | CM     |        |
| ---------------------------- | ------------------- | -------------- | ------------ | ------------ | ----------- | ----------- | ------ | ------ |
|                              | Bernard Dionnet     | DVD            | 585          | 35,84        | 684         | 41,23       | 20     |        |
| Agir pour Morigny-Champigny  |                     |                | 585          | 35,84        | 684         | 41,23       | 20     |        |
|                              | Catherine Carrère * | DVG            | 528          | 32,35        | 548         | 33,03       | 4      |        |
| Unis pour Morigny-Champigny  |                     |                | 528          | 32,35        | 548         | 33,03       | 4      |        |
|                              | Éric Cavers         | DVD            | 519          | 31,80        | 427         | 25,74       | 3      |        |
| Morigny votre avenir         |                     |                | 519          | 31,80        | 427         | 25,74       | 3      |        |
|                              |                     |                |              |              |             |             |        |        |
| Inscrits                     | Inscrits            | Inscrits       | 3 478        | 100,00       | 3 478       | 100,00      |        |        |
| Abstentions                  | Abstentions         | Abstentions    | 1 781        | 51,21        | 1 787       | 51,39       |        |        |
| Votants                      | Votants             | Votants        | 1 697        | 48,79        | 1 691       | 48,61       |        |        |
| Blancs ou nuls               | Blancs ou nuls      | Blancs ou nuls | 65           | 3,83         | 32          | 1,89        |        |        |
| Exprimés                     | Exprimés            | Exprimés       | 1 632        | 96,17        | 1 659       | 98,11       |        |        |
| * Liste de la maire sortante |                     |                |              |              |             |             |        |        |

### Le Neubourg(Eure)
- Maire sortant : Paul Delachaussée (UMP)
- Maire élue : Marie-Noëlle Chevalier (UMP)

- Contexte : Démission du maire et intérim assurée par la première adjointe Marie-Noëlle Chevalier.

| Tête de liste                       | Tête de liste          | Liste          | Premier tour | Premier tour | Second tour | Second tour | Sièges | Sièges |
| Tête de liste                       | Tête de liste          | Liste          | Voix         | %            | Voix        | %           | CM     |        |
| ----------------------------------- | ---------------------- | -------------- | ------------ | ------------ | ----------- | ----------- | ------ | ------ |
|                                     | Marie-Noëlle Chevalier | UMP            | 592          | 46,14        | 657         | 48,52       | 21     |        |
| Le Neubourg : un avenir à partager  |                        |                | 592          | 46,14        | 657         | 48,52       | 21     |        |
|                                     | Michèle Lecras         | DVD            | 375          | 29,23        | 397         | 29,32       | 3      |        |
| Ensemble pour la ville              |                        |                | 375          | 29,23        | 397         | 29,32       | 3      |        |
|                                     | Alain Bertin           | DVG            | 316          | 24,63        | 300         | 22,16       | 3      |        |
| Un nouveau souffle pour Le Neubourg |                        |                | 316          | 24,63        | 300         | 22,16       | 3      |        |
|                                     |                        |                |              |              |             |             |        |        |
| Inscrits                            | Inscrits               | Inscrits       | 2 884        | 100,00       | 2 884       | 100,00      |        |        |
| Abstentions                         | Abstentions            | Abstentions    | 1 545        | 53,57        | 1 488       | 51,59       |        |        |
| Votants                             | Votants                | Votants        | 1 339        | 46,43        | 1 396       | 48,40       |        |        |
| Blancs ou nuls                      | Blancs ou nuls         | Blancs ou nuls | 56           | 4,18         | 42          | 3,01        |        |        |
| Exprimés                            | Exprimés               | Exprimés       | 1 283        | 95,82        | 1 354       | 96,99       |        |        |

### Rians(Var)
- Maire sortante : Magali Massot (DVD)
- Maire élu : Yves Mancer (DVD)

- Contexte : Démission de plus d'un tiers des membres du conseil municipal.

| Tête de liste  | Tête de liste      | Liste          | Premier tour | Premier tour | Second tour | Second tour | Sièges | Sièges |
| Tête de liste  | Tête de liste      | Liste          | Voix         | %            | Voix        | %           | CM     |        |
| -------------- | ------------------ | -------------- | ------------ | ------------ | ----------- | ----------- | ------ | ------ |
|                | Yves Mancer        | DVD            | 620          | 36,92        | 806         | 42,47       | 20     |        |
|                |                    |                | 620          | 36,92        | 806         | 42,47       | 20     |        |
|                | Nicolas Brémond    | DVD            | 591          | 35,20        | 739         | 38,94       | 5      |        |
|                |                    |                | 591          | 35,20        | 739         | 38,94       | 5      |        |
|                | Vincent Rapastelli | SE             | 247          | 14,71        | 213         | 11,22       | 1      |        |
|                |                    |                | 247          | 14,71        | 213         | 11,22       | 1      |        |
|                | Cyril Cocourel     | DVD            | 221          | 13,16        | 140         | 7,38        | 1      |        |
|                |                    |                | 221          | 13,16        | 140         | 7,38        | 1      |        |
|                |                    |                |              |              |             |             |        |        |
| Inscrits       | Inscrits           | Inscrits       | 3 462        | 100,00       | 3 462       | 100,00      |        |        |
| Abstentions    | Abstentions        | Abstentions    | 1 664        | 48,06        | 1 489       | 43,01       |        |        |
| Votants        | Votants            | Votants        | 1 798        | 51,93        | 1 973       | 56,99       |        |        |
| Blancs ou nuls | Blancs ou nuls     | Blancs ou nuls | 119          | 6,62         | 75          | 3,80        |        |        |
| Exprimés       | Exprimés           | Exprimés       | 1 679        | 93,38        | 1 898       | 96,20       |        |        |

### Saint-Georges-de-Didonne(Charente-Maritime)
- Maire sortante : Françoise Brouard (DVD)
- Maire élu : Jean-Marc Bouffard (DVD)

- Contexte : Démission de plus d'un tiers des membres du conseil municipal.

|                                      | Jean-Marc Bouffard  | DVD            | 1 222 | 53,64  | 23 |  |  |  |
| Émergence 2013                       |                     |                | 1 222 | 53,64  | 23 |  |  |  |
|                                      | Françoise Brouard * | DVD - UMP      | 809   | 35,51  | 5  |  |  |  |
| Saint-Georges, aujourd’hui et demain |                     |                | 809   | 35,51  | 5  |  |  |  |
|                                      | Danièle Coudert     | DVD            | 247   | 10,84  | 1  |  |  |  |
| Saint-Georges d’abord                |                     |                | 247   | 10,84  | 1  |  |  |  |
|                                      |                     |                |       |        |    |  |  |  |
| Inscrits                             | Inscrits            | Inscrits       | 4 524 | 100,00 |    |  |  |  |
| Abstentions                          | Abstentions         | Abstentions    | 2 170 | 41,97  |    |  |  |  |
| Votants                              | Votants             | Votants        | 2 354 | 52,03  |    |  |  |  |
| Blancs ou nuls                       | Blancs ou nuls      | Blancs ou nuls | 76    | 3,23   |    |  |  |  |
| Exprimés                             | Exprimés            | Exprimés       | 2 278 | 96,77  |    |  |  |  |
| * Liste de la maire sortante         |                     |                |       |        |    |  |  |  |

### Saint-Jory(Haute-Garonne)
- Maire sortant : Henri Miguel (PS)
- Maire réélu : Henri Miguel (PS)

- Contexte : Démission d'un tiers des membres du conseil municipal.

| Tête de liste                                                 | Tête de liste       | Liste                  | Premier tour | Premier tour | Second tour | Second tour | Sièges | Sièges |
| Tête de liste                                                 | Tête de liste       | Liste                  | Voix         | %            | Voix        | %           | CM     |        |
| ------------------------------------------------------------- | ------------------- | ---------------------- | ------------ | ------------ | ----------- | ----------- | ------ | ------ |
|                                                               | Henri Miguel *      | PS (UG)                | 751          | 36,28        | 845         | 41,18       | 21     |        |
| Ensemble continuons                                           |                     |                        | 751          | 36,28        | 845         | 41,18       | 21     |        |
|                                                               | Thierry Fourcassier | UMP - UDI - MoDem (UD) | 533          | 25,75        | 648         | 31,58       | 5      |        |
| Unis pour agir - Ensemble construisons l'avenir de Saint-Jory |                     |                        | 533          | 25,75        | 648         | 31,58       | 5      |        |
|                                                               | Ivan Thiébaut       | DVD                    | 439          | 21,21        | 349         | 17,10       | 2      |        |
| Avec vous, pour Saint-Jory                                    |                     |                        | 439          | 21,21        | 349         | 17,10       | 2      |        |
|                                                               | Michel Avellana     | DVG                    | 347          | 16,76        | 210         | 10,23       | 1      |        |
| Alternative Saint-Jory                                        |                     |                        | 347          | 16,76        | 210         | 10,23       | 1      |        |
|                                                               |                     |                        |              |              |             |             |        |        |
| Inscrits                                                      | Inscrits            | Inscrits               | 3 845        | 100,00       | 3 845       | 100,00      |        |        |
| Abstentions                                                   | Abstentions         | Abstentions            | 1 711        | 44,50        | 1 758       | 45,72       |        |        |
| Votants                                                       | Votants             | Votants                | 2 134        | 55,50        | 2 087       | 54,28       |        |        |
| Blancs ou nuls                                                | Blancs ou nuls      | Blancs ou nuls         | 64           | 3,00         | 35          | 1,67        |        |        |
| Exprimés                                                      | Exprimés            | Exprimés               | 2 070        | 97,00        | 2 052       | 98,32       |        |        |
| * Liste du maire sortant                                      |                     |                        |              |              |             |             |        |        |

### Le Vésinet(Yvelines)
- Maire sortant : Philippe Bastard de Crisnay (UMP)
- Maire élu : Didier Jonemann (DVD)

- Contexte : Démission de plus d'un tiers (11) des membres du conseil municipal.

| Tête de liste                        | Tête de liste                 | Liste          | Premier tour | Premier tour | Second tour | Second tour | Sièges | Sièges |
| Tête de liste                        | Tête de liste                 | Liste          | Voix         | %            | Voix        | %           | CM     |        |
| ------------------------------------ | ----------------------------- | -------------- | ------------ | ------------ | ----------- | ----------- | ------ | ------ |
|                                      | Philippe Bastard de Crisnay * | UMP            | 1 625        | 33,11        | 1 928       | 36,31       | 6      |        |
| Ensemble pour Le Vésinet             |                               |                | 1 625        | 33,11        | 1 928       | 36,31       | 6      |        |
|                                      | Didier Jonemann               | DVD            | 1 560        | 31,79        | 2 240       | 42,19       | 24     |        |
| Unis pour le devenir du Vésinet      |                               |                | 1 560        | 31,79        | 2 240       | 42,19       | 24     |        |
|                                      | Stanislas Chesnais            | UDI - DVD      | 959          | 19,54        | 574         | 10,81       | 2      |        |
| Union pour le renouveau du Vésinet   |                               |                | 959          | 19,54        | 574         | 10,81       | 2      |        |
|                                      | André Michel                  | PS - EELV (UG) | 763          | 15,55        | 567         | 10,68       | 1      |        |
| Le Vésinet, une autre voie, la vôtre |                               |                | 763          | 15,55        | 567         | 10,68       | 1      |        |
|                                      |                               |                |              |              |             |             |        |        |
| Inscrits                             | Inscrits                      | Inscrits       | 12 205       | 100,00       | 12 205      | 100,00      |        |        |
| Abstentions                          | Abstentions                   | Abstentions    | 7 213        | 59,10        | 6 839       | 56,03       |        |        |
| Votants                              | Votants                       | Votants        | 4 992        | 40,90        | 5 366       | 43,96       |        |        |
| Blancs ou nuls                       | Blancs ou nuls                | Blancs ou nuls | 85           | 1,70         | 57          | 1,06        |        |        |
| Exprimés                             | Exprimés                      | Exprimés       | 4 907        | 98,29        | 5 309       | 98,94       |        |        |
| * Liste du maire sortant             |                               |                |              |              |             |             |        |        |